# Happy (Lorenzo Fragola e Mameli)
Happy è un singolo dei cantanti italiani Lorenzo Fragola e Mameli, pubblicato il 31 marzo 2023 come quarto estratto dall'album Crepacuore.

## Tracce
Testi di Lorenzo Fragola, Mario Castiglione, Daniele De Giorgi, Samuele Barracco, Filippo Maria Migliore, musiche di Lorenzo Fragola, Mameli.
1. Happy – 2:39